# Underground Resistance
Underground Resistance (aussi abrégé UR) est un label discographique et collectif américain de musique électronique, basé à Détroit, dans le Michigan. Comme la plupart des labels techno de Détroit, Underground Resistance est majoritairement composé d'artistes noirs américains, mais il est bien davantage impliqué dans la communauté noire de Détroit et plus engagé politiquement contre une situation sociale toujours très difficile pour les Afro-Américains de cette ville. 
Inspiré de l'éthos militariste de Public Enemy, le label fonctionne en autarcie, disposant non seulement de ses propres studios d'enregistrement mais aussi de sa propre structure de distribution : Submerge. UR a toujours mis en avant la production musicale et l'ego du musicien en retrait, d'où un anonymat revendiqué (utilisation systématique de pseudonymes, peu ou pas d'apparitions dans les médias). 

## Histoire
C'est dans les ghettos noirs de Détroit, dans le Michigan, que naît Underground Resistance, le 2 novembre 1989, fondé par Mike Banks (dit « Mad Mike »), Jeff Mills, Robert Hood et Darwin Hall (alias D-Ha). Le collectif porte en lui cette volonté forte de rester en marge des systèmes de production musicale classiques, et de privilégier la musique au musicien[réf. nécessaire] Dans les années 1990, Underground Resistance incarne un idéal, de changement social face à une histoire marquée par la ségrégation ethnique, sociale et spatiale, et de combat contre l'imposition des majors et de la société de consommation[réf. nécessaire]. 
Si UR symbolise à lui seul la techno de Détroit, son catalogue n'en est pas moins très varié, inspiré tant par le funk, le P-funk et le son de la Motown que par la soul ou la house de Chicago. Dans le domaine plus strictement électronique, on retrouve des influences de musique industrielle et d'EBM (soit les premiers pas de Jeff Mills en tant que producteur), ainsi que de nombreux éléments electro propres à Kraftwerk et Cybotron. Jusqu'en 1992, la plupart des productions du label ont été le fait de Mike Banks, Jeff Mills et Robert Hood (selon diverses combinaisons ou en solo, sous les noms Underground Resistance, X-101 ou X-102). Jeff Mills et Robert Hood ont ensuite quitté la formation pour poursuivre leurs carrières personnelles, avec succès.
Pour Mike Banks, UR a été et reste une plateforme destinée avant tout aux artistes de Détroit. Il est resté fidèle à sa ligne de conduite inflexible, communautaire et indépendante, au détriment d'un succès international toujours à portée de main.
Comme pour Public Enemy il est intimé que l'approche subversivement « militante » de la musique d'UR était liée aux activités des Black Panthers dans les années 1970. Dans une interview de 2006, Mills répond à cette affirmation : « Tous les hommes noirs que vous voyez en Amérique aujourd'hui sont le résultat direct de ces actions : toutes les libertés que nous avons, ainsi que les restrictions, renvoient au gouvernement et aux Black Panthers dans les années 1970 ». Mills poursuit : « On fait donc de la musique. De la musique sur qui on est et d'où on vient. Bien sûr, il y aura des liens , c'est la raison pour laquelle nous avions des chansons avec des titres comme Riot, parce que cela reflète l'époque à laquelle nous sommes nés et les choses dont nous nous souvenons. Au fil du temps, je pense que les messages s'en éloigneront. Ce n'est pas une coïncidence. Il y a une raison derrière UR, Public Enemy et ces gens ».
En 2014, UR participe à une conférence et à une discussion au Museum of Modern Art de New York.

### Conflit avec Sony BMG
En 1999, le morceau Jaguar de DJ Rolando (alias The Aztec Mystic) sort, et devient d'abord un tube underground et finalement un classique de la scène techno. Le label Sony (et BMG, qui a accordé une licence au morceau) s'intéresse à une publication à grande échelle du morceau Jaguar. Underground Resistance refuse par conviction, mais une reprise incluant un clip est tout de même publiée sans autorisation. Dans le monde entier, de nombreux e-mails de sympathisants d'Underground Resistance ont alors inondé le serveur de messagerie de Sony et l'ont paralysé. Les DJ les plus connus du monde soutiennent l'original dans ce qu'on appelle la Condition rouge (en français : alerte rouge). Sony retire finalement la publication européenne, mais a continué à publier la pochette de « Jaguar » en Amérique du Sud.
Mike Banks s'exprime sur cette affaire dans le livre Elektroschock - Die Geschichte der elektronischen Tanzmusik de Laurent Garnier et David Brun-Lambert : « C'étaient de sales affaires ! Mais au-delà des questions juridiques, c'était pour nous une profanation spirituelle. Je prie pour l'âme des gens qui ont fait ça. Parce que c'était comme violer un ange ». Le disc jockey et producteur français Laurent Garnier écrit à ce sujet : « Jaguar était en quelque sorte le cheval de Troie de la techno, rappelant que the soul, l'âme de cette musique, n'était pas à vendre et qu'il ne pouvait y avoir d'accord à l'amiable face aux attaques et aux manœuvres malveillantes des gangsters du business musical ».

## Style et production
En tant que collectif, Underground Resistance a produit de nombreux artistes aux sonorités diverses et variées. Sur sa page officielle Facebook, le collectif définit ses genres musicaux comme étant : « Hi-tech soul, Cosmic jazz-funk, Riot disco, Timeless electro », révélant ainsi son goût pour l'éclectisme et le mélange des styles, tout en montrant ses influences du hip-hop, de la Motown, du funk, de la soul ou de la house.
La techno de Underground Resistance garde cependant dans son côté très industriel la trace de Détroit et a forgé l'image de la techno de Détroit. UR est à l'origine de morceaux fondateurs d'une techno militante et politique. Punisher, sorti en 1991, envoie ainsi un message fort de rage, de misère et de colère, sur fond de référence à Kraftwerk.

### Labels
Le collectif est à l'origine de plusieurs labels, parmi lesquels on peut compter : Happy Records, Happy Soul, Red Planet, World Power Alliance, Somewhere In Detroit, Submerge.